# Resultados do Carnaval de São Paulo em 1997
Esta página contém os resultados do Carnaval de São Paulo em 1997.

## Escolas de samba

### Grupo Especial
Os desfiles do Grupo Especial ocorreram no dia 8 de fevereiro no sambódromo do Anhembi. Um carnaval marcado por sambas bonitos teve seu ponto alto na antológico desfile da Nenê de Vila Matilde, que encerrou o desfile com o enredo "Narciso Negro". A X-9 Paulistana conquistou seu primeiro campeonato, com seu enredo sobre a Amazônia e lançando uma tendência até hoje seguida pelas escolas de samba: a contratação de dezenas de artistas do boi-bumbá de Parintins.
Ordem de Desfile
| Sábado (08/02/1997) |
| 1. Águia de Ouro 2. Leandro de Itaquera 3. X-9 Paulistana 4. Gaviões da Fiel 5. Rosas de Ouro 6. Tom Maior 7. Vai-Vai 8. Mocidade Alegre 9. Unidos do Peruche 10. Nenê de Vila Matilde |

Classificação
| Legenda: Campeã Rebaixada |

| Col. | Escola               | Enredo                                                      | Pontos |
| ---- | -------------------- | ----------------------------------------------------------- | ------ |
| 1    | X-9 Paulistana       | Amazônia, A Dama do Universo                                | 299,50 |
| 2    | Vai-Vai              | Liberdade Ainda que Vai-Vai                                 | 299,00 |
| 3    | Nenê de Vila Matilde | Narciso Negro                                               | 298,00 |
| 4    | Rosas de Ouro        | São Paulo, Capital Mundial da Gastronomia                   | 298,00 |
| 5    | Gaviões da Fiel      | Mundo da Rua                                                | 295,00 |
| 6    | Mocidade Alegre      | O Mago do Universo - Hans Donner                            | 292,50 |
| 7    | Leandro de Itaquera  | Doçura da Terra Brasil                                      | 290,50 |
| 8    | Unidos do Peruche    | Todo Brasileiro é um Rei com a Coroa Sideral                | 288,50 |
| 9    | Tom Maior            | O Céu é o Limite no Caminho das Estrelas                    | 287,50 |
| 10   | Águia de Ouro        | Siyau Yu - Do Grão Sagrado do Passado à Esperança do Futuro | 277,50 |

### Grupo 1
Os desfiles do Grupo 1 ocorreram no dia 9 de fevereiro no sambódromo do Anhembi.
Classificação
| Legenda: Campeã Rebaixada |

| Col. | Escola                 | Enredo                                        | Pontos |
| ---- | ---------------------- | --------------------------------------------- | ------ |
| 1    | Camisa Verde e Branco  | Alô Mauês, Taí nosso carnaval                 | 296,50 |
| 2    | Acadêmicos do Tucuruvi | Arte e Manhas Brasileiras                     | 292,00 |
| 3    | Pérola Negra           | Fim de Semana, Alegria é geral                | 287,00 |
| 4    | Barroca Zona Sul       | Quem Não Samba Dança                          | 286,50 |
| 5    | Imperador do Ipiranga  | Parabéns Pra Você                             | 285,00 |
| 6    | Primeira da Aclimação  | Dinheiro na Mão é Vendaval, Só Não Faz Chover | 279,00 |
| 7    | Morro de Casa Verde    | A Rosa de Sharom                              | 279,00 |
| 8    | Colorado do Brás       | Goaió - Um Sonho de Liberdade                 | 278,00 |
| 9    | Unidos de São Lucas    | O Fascínio do Céu                             | 270,50 |
| 10   | Prova de Fogo          | Os Maiores Espetáculos da Terra               | 258,00 |

### Grupo 2
Os desfiles do Grupo 2 ocorreram no dia 10 de fevereiro.
Classificação
| Legenda: Promovida |

| Col. | Escola                         | Enredo                          | Pontos |
| ---- | ------------------------------ | ------------------------------- | ------ |
| 1    | União Independente da Zona Sul | Parabéns Pra Você               | 289,00 |
| 2    | Império do Cambuci             | Na Terra das Artes              | 287,00 |
| 3    | Combinados de Sapopemba        | Lá Vem o Sapo                   | 283,00 |
| 4    | Unidos de Guaianases           | Do Milho ao Milhão              | 283,00 |
| 5    | Raiz da Zona Sul               | O Brasil em Dia de Festa        | 282,00 |
| 6    | Acadêmicos do Tatuapé          | Vicente Matheus - Tudo por Amor | 280,00 |
| 7    | União Imperial                 | Eternas Brincadeiras Infantis   | 274,00 |
| 8    | Flor da Vila Dalila            | Astros, Estrelas e Cia.         | 271,00 |
| 9    | Unidos de São Miguel           | O Sertanejo no Reino do Sonho   | 270,00 |
| 10   | Mocidade Unida da Moóca        | Lindos Sonhos de Voar           | 258,00 |

### Grupo 3
Os desfiles do Grupo 3 ocorreram no dia 9 de fevereiro.
Classificação
| Legenda: Promovida |

| Col. | Escola                              | Enredo                                                  | Pontos |
| ---- | ----------------------------------- | ------------------------------------------------------- | ------ |
| 1    | Império de Casa Verde               | As Maravilhas do Circo                                  |        |
| 2    | União Independente da Vila Prudente | Brasil, País de Imigrantes                              | 274,00 |
| 3    | Unidos de Vila Maria                | Praça XI, Quantas Saúdades                              |        |
| 4    | Malungos                            |                                                         |        |
| 5    | Brinco da Marquesa                  | Jogos - Sorte ou Azar?                                  |        |
| 6    | Acadêmicos do Ipiranga              | O Sonho da Liberdade                                    |        |
| 7    | Dragões de Vila Alpina              | Bahia, Seus Encantos e Mágia                            |        |
| 8    | Iracema, Meu Grande Amor            | O Rei e os Três Espantos de Debret - Um Artista Francês |        |
| 9    | Cachoeira Império do Samba          | Kizomba, A Festa do Povo Negro                          |        |
| 10   | Independentes do Jardim Miriam      | Quem Não Joga, Não Ganha - A Sorte Está Lançada         |        |

### Grupo 4
Os desfiles do Grupo 4 ocorreram no dia 9 de fevereiro.
Classificação
| Legenda: Promovida |

| Col. | Escola                              | Enredo                      | Pontos |
| ---- | ----------------------------------- | --------------------------- | ------ |
| 1    | Unidos do Vale Encantado            | A boca                      | 95,00  |
| 2    | Folha Azul dos Marujos              | ECA 9069/90                 | 93,00  |
| 3    | Príncipe Negro de Cidade Tiradentes |                             | 91,00  |
| 4    | Falcão do Morro Itaquerense         |                             | 91,00  |
| 5    | União Santa Cruz                    |                             | 89,00  |
| 6    | Os Bambas                           |                             | 83,00  |
| 7    | Império Lapeano                     | Nós Vamos Invadir Sua Praia | 80,00  |
| 8    | Ermelinense                         |                             | -7,00  |
| 9    | Unidos de Taipas                    |                             |        |
| 10   | Imperatriz da Paulicéia             |                             |        |